# Cantone di Florac
Il Cantone di Florac è una divisione amministrativa dell'arrondissement di Florac.
A seguito della riforma approvata con decreto del 25 febbraio 2014, che ha avuto attuazione dopo le elezioni dipartimentali del 2015, è passato da 9 a 11 comuni.

## Composizione
I 9 comuni facenti parte prima della riforma del 2014 erano:
- Bédouès
- Les Bondons
- Cocurès
- Florac
- Ispagnac
- Rousses
- Saint-Laurent-de-Trèves
- La Salle-Prunet
- Vebron

Dal 2015 i comuni appartenenti al cantone diventati 11 poi ridotti ai seguenti 10 dal 1º gennaio 2016 per effetto della fusione dei comuni di Florac e La Salle-Prunet per formare il nuovo comune di Florac-Trois-Rivières.::
- Florac-Trois-Rivières
- Gatuzières
- Hures-la-Parade
- Ispagnac
- Mas-Saint-Chély
- Meyrueis
- Montbrun
- Quézac
- Le Rozier
- Saint-Pierre-des-Tripiers